# Dželada
Dželada (Theropithecus gelada), známá též pod názvem dželada hnědá nebo pavián dželada, je velká starosvětská opice blízce příbuzná paviánům, ke kterým bývá často přiřazována, a jediný žijící zástupce rodu Theropithecus obývající vysoko položené horské plošiny a horské louky na území Etiopie a Eritreje.

## Popis
Charakteristickým znakem pro tento druh je holá prsní růžová ploška, která je u samců výrazněji zbarvena než u samic a kterou lemuje světle zbarvená srst. Samci jsou celkově nápadnější než samice, mají hnědočernou srst v mnoha odstínech, nápadně zbarvený obličej, dlouhé licousy po stranách hlavy směřující dozadu a nahoru a na krku, a na ramennou mohutnou hřívu, která sahá u starých samců téměř k zemi. Samice jsou obvykle čistě tmavě hnědé. Průměrná délka těla se pohybuje mezi 70–74 cm a hmotnost kolem 19 kg. Samice jsou také výrazně menší a lehčí než samci a mají kratší ocas, který u samců může měřit i více než 55 cm a který je na konci zakončený střapcem z dlouhých žíňovitých chlupů. Sedací mozoly dželadě umožňují sedět na kamenité podložce poměrně dlouhé časové období bez větších problémů. Dželady velmi často ohrnují horní ret, přičemž obnažují rudou vnitřní stranu rtu, dásně a dlouhé zuby.

## Chování

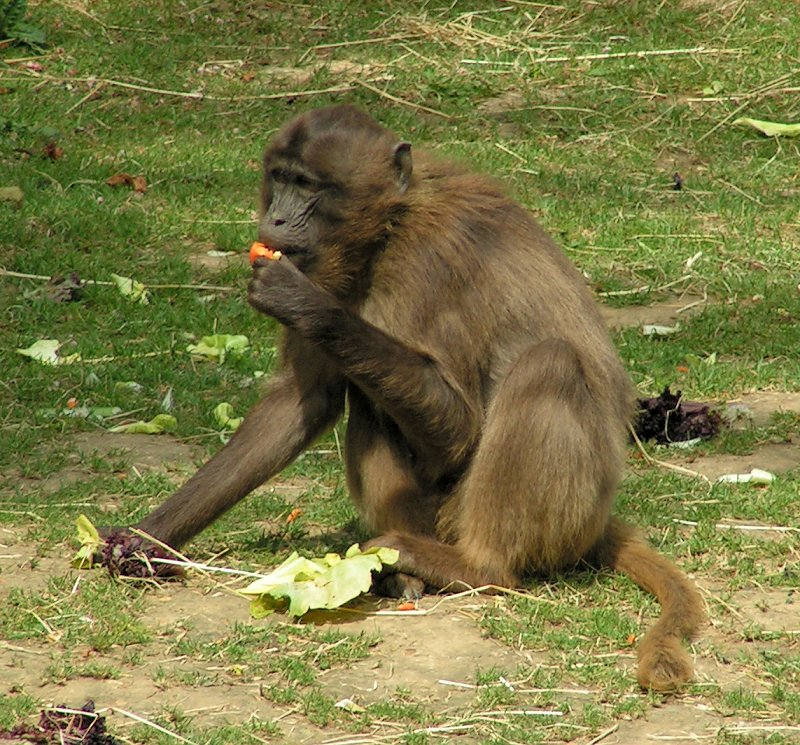
Samice

Dželada je zemní primát s denní aktivitou výborně přizpůsobený k životu v chladnějších, horských podmínkách. Většinu dne tráví na horských loukách, kde v sedě vyhledává pouze rostlinnou stravu, jejíž obsah se mění podle období. V období dešťů dává přednost čerstvým zeleným částem rostlin, plodům a květům, v období sucha se spokojí se semeny, trávou nebo hlízami. Má jako jeden z mála primátů skvěle vyvinutý palec, přizpůsobený k rychlému uchopení a následnému trhání rostlin. Žije v menších skupinách tvořených jedním dospělým samcem, několika samicemi a mláďaty. Tyto skupiny se v období sucha spojují a občas tvoří i více než 100člennou skupinu. Mladí samci žijí v několikačlenném stádu. Samci dželad nejsou územní a na jedné pastvině se může pást hned několik oddělených skupin. Dorozumívají se širokou škálou posunků, např. ceněním zubů, trháním hlavou, ale i výraznými hlasovými projevy.
Dželada se může rozmnožovat zpravidla po celý rok, ačkoli se rodí nejvíce mláďat v období dešťů. Obou pohlavím se v období páření prsní růžové plošky výrazně zviditelní a samicím se i výrazně zvětší genitální oblast. Samice je březí po dobu 5 až 6 měsíců a rodí jediné mládě, které je na ni závislé po dobu 12 až 18 měsíců. Samec se pravděpodobně na rodičovské péči nepodílí. Samice dosahují pohlavní dospělosti ve čtyřech letech života, samci téměř o dva roky později.

## Ohrožení
V současné době se počet volně žijících dželad odhaduje na 50 000–60 000 jedinců. Největší nebezpečí pro ni představuje lov a ztráta endemických lokalit, která ji nutí obývat jen vysoko položené oblasti, kde se vyskytuje i pavián anubi (Papio anubis), u kterého spolu s dželadou dochází často k vzájemnému křížení.

## Dželada v českých zoo
V Česku lze tyto opice spatřit v Zoo Brno a v ZOO Zlín.

## Poddruhy
U dželady rozeznáváme celkem dva poddruhy:
- Theropithecus gelada gelada
- dželadu východní (Theropithecus gelada obscurus)